# Famille Poute de Puybaudet
La famille Poute de Puybaudet est une famille subsistante de la noblesse française, d'ancienne extraction, originaire de la Basse-Marche. Elle a formé trois branches qui se sont respectivement établies en Saintonge, en Angoumois, et dans la Creuse. Seule la seconde est subsistante.

## Histoire
Selon Régis Valette, la filiation de la famille Poute est suivie depuis 1427.
Cette famille a formé trois branches :
- branche ainée de Nieuil (Saintonge), éteinte en 1949,
- branche cadette de Puybaudet (Angoumois), subsistante,
- branche puinée de la Ville-du-Bois (Creuse), éteinte en 1851.

Personnalité : 
- Claude-Arnould Poute de Nieuil,
- Maurice Poute de Nieuil,
- Jean Poute de Puybaudet,
- Louis Poute de Puybaudet.

La famille Poute de Puybaudet a été admise à l'ANF en 1971.

## Branche de Puybaudet
- Jean Poute  (1755-1798) épouse en 1776 Marie-Louise Dupin du Bâtiment (1756-1822).
  - François-Joseph Poute de Puybaudet (1783-1847) épouse en 1805 Marie-Louise de Feydeau de  Saint-Christophe (1785-1868).
    - Gaston Poute de Puybaudet (1812- ) épouse en 1836 Eugénie de Fénieux de Saint-Priest (1807).
      - Henri Poute de Puybaudet (1837-1912) épouse Jeanne-Marie  Huguet.
        - Adrien Poute de Puybaudet (1860-1909) épouse Marie Villain.
          - Louis Poute de Puybaudet (1885-1928), homme politique, député.

  - François-Adrien Poute de Puybaudet (1793-1873) épouse en 1819 Léonarde Claire Cantillon de Lacouture de Lavaud (1801-1847).
    - Paul-Joseph Poute de Puybaudet (1824-1905) épouse Marie-Espérance Reydor (1838-1910).
      - Adrien Poute de Puybaudet (1857-1922) épouse en 1880 Marguerite Mazeau des Granges (1860-1943).
        - Joseph Poute de Puybaudet (1884-1975) épouse Mathilde Guillier (1888-1981).
          - Jean Poute de Puybaudet (1917-1996), jésuite.

        - Pierre Poute de Puybaudet (1898-1997) épouse Germaine de Gislain de Bontin (1901-2001).
          - Adrien Poute de Puybaudet (1931-2018) épouse en 1962 Béatrice Nielly (1939).
            - Sophie Poute de Puybaudet (1966) épouse en 1991 Jean-Michel Blanquer (1964) (divorce en 2012).

      - Marie-Louise Poute de Puybaudet (1872-1910) épouse Alexandre Olphe-Galliard (1865).

## Galerie

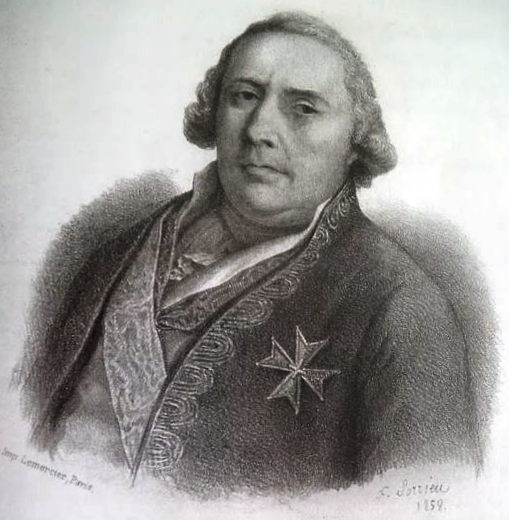
Claude-Arnould Poute de Nieuil.
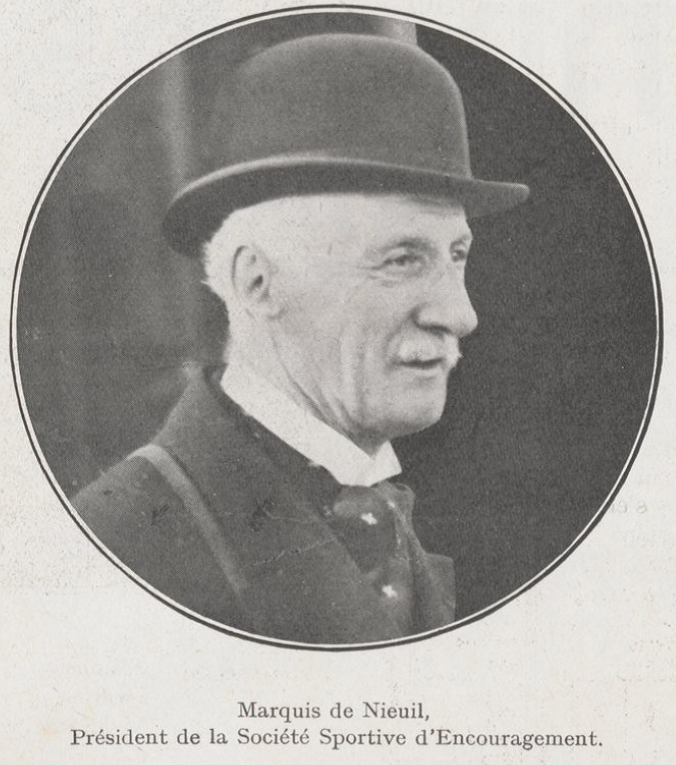
Maurice Poute de Nieuil, dit marquis (par courtoisie).

## Alliances notables
Principales alliances : de Boisé de Courcenay, de Saint-Maur, de Durfort, de Secondat de Montesquieu, du Pouget de Nadaillac, de La Rochefoucault, des Francs, de La Luzerne de Beauzeville, de Mac-Mahon, du Cambout de Coislin, de Beaumont d'Autichamp, de Valon du Boucheron, de Sarcus, de Menou, Milon de Mesme, de Feydeau, Palustre de Montivaut, Cantillon de Lacouture, Olphe-Galliard, de Gislain, de Kergorlay, de Scorailles.

## Armes
| Image | Armoiries                                                                                               |
| ----- | --- |
|       | Armes: D'argent à trois pals de sable et au chevron du même brochant - Titre : Marquis (par courtoisie) |

## Odonymie
- Prix Maurice-de-Nieuil